# Donald Cameron (baron Cameron of Lochiel)
Pour les articles homonymes, voir Donald Cameron et Cameron.
Donald Andrew John Cameron, baron Cameron de Lochiel, né le 26 novembre 1976 à Londres, est un noble politique conservateur écossais qui était sous-secrétaire d'État parlementaire pour l'Écosse en 2024.
Élu membre du Parlement écossais pour la région électorale des Highlands et des Îles en 2016, Cameron occupe divers postes au sein du cabinet fantôme conservateur avant de sa création en tant que pair à vie puis son élévation à la Chambre des lords en 2024. 
Lord Cameron succède en tant que 28e Lochiel, chef héréditaire du clan Cameron suite la mort de son père en 2023.

## Jeunesse et éducation

Armes du Lochiel, chef du clan Cameron

Donald Cameron est né à l'hôpital St Mary de Paddington le 26 novembre 1976 de Donald Angus Cameron, puis 27e Lochiel et de la Lady Cecil Cameron née Kerr, fille du 12e marquis de Lothian. Il fait ses études à la Harrow School avant d'aller à l'Oriel College d'Oxford, où il obtient un diplôme spécialisé de première classe en histoire moderne. Il obtient ensuite un diplôme en droit de la City University de Londres, dans le cadre du cours professionnel du barreau. Il est admis au barreau du Middle Temple en 2005 .
Cameron travaille comme avocat pendant dix ans avant son élection, aux domaines du droit public et d'agricole,.

## Carrière politique
Cameron se présente comme candidat conservateur écossais dans la circonscription parlementaire britannique de Ross, Skye et Lochaber, arrivant quatrième sur sept candidats aux élections générales de 2010 avec 12,2 pour cent des voix,. il arrive troisième des cinq candidats en lice dans les Orcades et les Shetland aux élections générales de 2015, avec 8,9 pour cent.
Lors des élections parlementaires écossaises de 2016, Cameron termine troisième dans la circonscription d'Argyll et Bute, mais est élu comme troisième candidat des conservateurs sur la liste régionale des Highlands et des Îles. La cheffe conservatrice écossaise Ruth Davidson nomme Cameron au poste de secrétaire du cabinet fantôme chargé de la santé et du sport,.
En 2017, Cameron est nommé coordinateur politique des conservateurs écossais pour 2021.
Cameron est nommé secrétaire du cabinet fantôme chargé des Finances par le chef conservateur écossais Jackson Carlaw en février 2020, puis secrétaire du cabinet fantôme chargé de la santé et du sport par le successeur de Carlaw, Douglas Ross. En mai 2021, il est nommé secrétaire du cabinet fantôme chargé de la Constitution, des Affaires extérieures et de la Culture.
À la mort de son père en octobre 2023, il lui succède à la direction du clan Cameron, devenant ainsi le 28e Lochiel.
Cameron est nommé sous-secrétaire d'État parlementaire pour l'Écosse au Bureau pour l'Écosse le 9 février 2024, démissionnant de son siège au Parlement écossais le même jour. Il est remplacé par Tim Eagle en tant que député régional conservateur pour les Highlands et les îles et est créé pair à vie le 4 mars 2024 en tant que baron Cameron de Lochiel, d'Achnacarry dans le comté d'Inverness.

## Vie privée
En 2009, Cameron épouse Sarah Elizabeth Maclay, la fille unique de l'hon. Angus Grenfell Maclay et une nièce de Joseph Maclay, 3e baron Maclay. Ils ont quatre fils et une fille,.